# Toxoplasmose
Toxoplasmose eller haresyge opstår på grund af den encellede intracellulære parasit, Toxoplasma gondii. Parasitten er udbredt i hele verden undtagen i de arktiske egne og kan smitte de fleste fugle og pattedyr, inklusiv mennesker. Den formerer sig kønsløst i forskellige vævstyper. 
Hovedværten for Toxoplasma gondii er katten, hvor parasittens seksuelle stadier forekommer.  Katten udskiller de befrugtede toxoplasma-æg, såkaldte oocyster, med afføringen. Efter 2 til 3 dage i det fri er æggene infektive og kan optages af en anden vært. 
Hvis andre pattedyr end katten optager oocysterne, spredes de med kredsløbet gennem organismen. Efter nogle uger i værtens krop etablerer oocysterne sig som cyster, for det meste i muskler, hjerne og hjerte. Dette kan have vidtrækkende konsekvenser, alt efter hvilket dyr der er inficeret. Dette er blandt andet et problem for gravide kvinder, da smitten kan overføres fra moder til foster under en graviditet i form af kongenital toxiplasmose. Dette kan være meget farligt, da det bl.a. kan medføre forkalkninger i hjernen og nethindebetændelse hos fostret. Problemet opstår dog kun, hvis moderen bliver inficeret med Toxoplasma gondii under graviditeten, og ikke hvis hun allerede har været inficeret. Selve infektionen sker ved kontakt med afføring eller ved at indtage kød eller andet væv fra fugle eller pattedyr, som indeholder oocyster.

## Eksterne links
1. ↑  Organic Meat May Have Higher Parasite Risk. Livescience